# Walter Smaill
Walter Sydney Smaill (né le 18 décembre 1884 à Montréal, dans la province de Québec, au Canada — mort le 2 mars 1971) est un joueur professionnel canadien de hockey sur glace. Il connaît une carrière de plus de cent matchs dans les associations de hockey du début du XXe siècle. Il évolue alors au poste de cover-point, poste disparu par la suite et correspondant au poste de défenseur.

## Biographie
En 1907, lassé par la violence du hockey, Hod Stuart met fin à sa carrière mais lors d'un plongeon dans la Baie de Quinte, il meurt en se cassant le cou sur des cailloux. Afin de lever des fonds pour sa famille, l’Eastern Canada Amateur Hockey Association décide d'organiser un match de bienfaisance regroupant les vedettes de la ligue ; il s'agit du premier match de la sorte organisé dans un sport. Smaill fait partie de l'équipe des Wanderers de Montréal, l'ancienne équipe de Stuart et il participe au match.
Au cours de la saison, les Wanderers acceptent trois défi et parviennent à conserver à chaque fois la Coupe Stanley. À la fin de la saison, les Wanderers et Smaill remportent la Coupe Stanley en finissant en tête de l'Eastern Canada Amateur Hockey Association et relèvent un nouveau défi pour une nouvelle victoire. Il inscrit trois buts au cours des différents défis remportés par son équipe.

## Statistiques
| Saison      | Équipe                  | Ligue       |    | Saison régulière | Saison régulière | Saison régulière | Saison régulière | Saison régulière |   | Séries éliminatoires | Séries éliminatoires | Séries éliminatoires | Séries éliminatoires | Séries éliminatoires |
| Saison      | Équipe                  | Ligue       | PJ | B                | A                | Pts              | Pun              | PJ               | B | A                    | Pts                  | Pun                  |                      |                      |
| 1910        | Silver Kings de Cobalt  | ANH         | 4  | 1                | 0                | 1                | 12               | -                | - | -                    | -                    | -                    |                      |                      |
| 1910        | Sénateurs d'Ottawa      | ANH         | 5  | 5                | 0                | 5                | 22               | -                | - | -                    | -                    | -                    |                      |                      |
| 1910-1911   | Wanderers de Montréal   | ANH         | 15 | 7                | 0                | 7                | 37               | -                | - | -                    | -                    | -                    |                      |                      |
| 1911-1912   | Aristocrats de Victoria | PCHA        | 16 | 9                | 0                | 9                | 32               | -                | - | -                    | -                    | -                    |                      |                      |
| 1912-1913   | Aristocrats de Victoria | PCHA        | 10 | 7                | 5                | 12               | 9                | -                | - | -                    | -                    | -                    |                      |                      |
| 1913-1914   | Aristocrats de Victoria | PCHA        | 16 | 9                | 5                | 14               | 6                | -                | - | -                    | -                    | -                    |                      |                      |
| 1914-1915   | Aristocrats de Victoria | PCHA        | 12 | 3                | 1                | 4                | 6                | -                | - | -                    | -                    | -                    |                      |                      |
| 1915-1916   | Wanderers de Montréal   | ANH         | 21 | 6                | 1                | 7                | 37               | -                | - | -                    | -                    | -                    |                      |                      |
| Totaux ANH  | Totaux ANH              | Totaux ANH  | 45 | 19               | 1                | 20               | 108              | -                | - | -                    | -                    | -                    |                      |                      |
| Totaux PCHA | Totaux PCHA             | Totaux PCHA | 54 | 28               | 11               | 39               | 53               | -                | - | -                    | -                    | -                    |                      |                      |

## Trophées et distinstions

### Association nationale de hockey
- Il remporte la Coupe Stanley avec les Sénateurs d'Ottawa en 1910.